# Ф'юмара
Фьюмара (італ. Fiumara, сиц. Sciumara 'i Muru) — муніципалітет в Італії, у регіоні Калабрія,  метрополійне місто Реджо-Калабрія‎.
Фьюмара розташована на відстані близько 500 км на південний схід від Рима, 110 км на південний захід від Катандзаро, 13 км на північ від Реджо-Калабрії.
Населення — 1019 осіб (2014).
Щорічний фестиваль відбувається 8 грудня. Покровитель — Immacolata Concezione.

## Демографія
Населення за роками:

Станом на 1 січня 2023 року в муніципалітеті офіційно проживало 49 іноземців з 8 країн, серед них 13 громадян країн Євросоюзу та 5 громадян України.

## Географія
Місто розташоване на схилах Аспромонте, неподалік від Тірренського моря та Мессінської протоки.

## Сусідні муніципалітети
- Каланна
- Кампо-Калабро
- Реджо-Калабрія
- Сан-Роберто
- Шилла
- Вілла-Сан-Джованні